# ميري بوهادانا
ميري بوهادانا (بالعبرية: מירי בוהדנה‏) (من مواليد 12 أكتوبر 1977) ممثلة إسرائيلية، عارضة أزياء ومقدمة.

## نشأتها
ولد ميري بوهادانا في بئر السبع بإسرائيل لأبوين يهوديين مغاربة ونشأ في بلدة سديروت. شاركت في مسابقة "Miss Beer Sheva" في سن 15 عامًا. بعد عامين، في عام 1995 ، تم اختيار ميري في المركز الثاني في مسابقة ملكة جمال إسرائيل. انتقلت إلى مسابقة ملكة جمال العالم في جنوب إفريقيا، حيث تم انتخابها في المركز الثالث.

## الروابط الخارجية
- ميري بوهادانا على موقع IMDb (الإنجليزية)
- ميري بوهادانا على موقع قاعدة بيانات الفيلم (الإنجليزية)

- ميري بوهادانا في قاعدة بيانات الأفلام على الإنترنت
- Aryeh Dean Cohen (2 يونيو 2006). "Screen Savers: A sad sack's success". جيروزاليم بوست. [محل شك]
- "Miri Bohadana" (بالعبرية). قناة E!. مؤرشف من الأصل في 2010-10-29. اطلع عليه بتاريخ 2008-09-28.